# Юр’єво (Торжоцький район)
Юр’єво (рос. Юрьево) — присілок в Торжоцькому районі Тверської області Російської Федерації.
Населення становить 106 осіб. Входить до складу муніципального утворення Грузинське сільське поселення.

## Історія
Від 2005 року входить до складу муніципального утворення Грузинське сільське поселення.

## Населення
| 2010 |
| ---- |
| 106  |